# Hylemera lemuria
Hylemera lemuria là một loài bướm đêm trong họ Geometridae.